# Труден только первый шаг

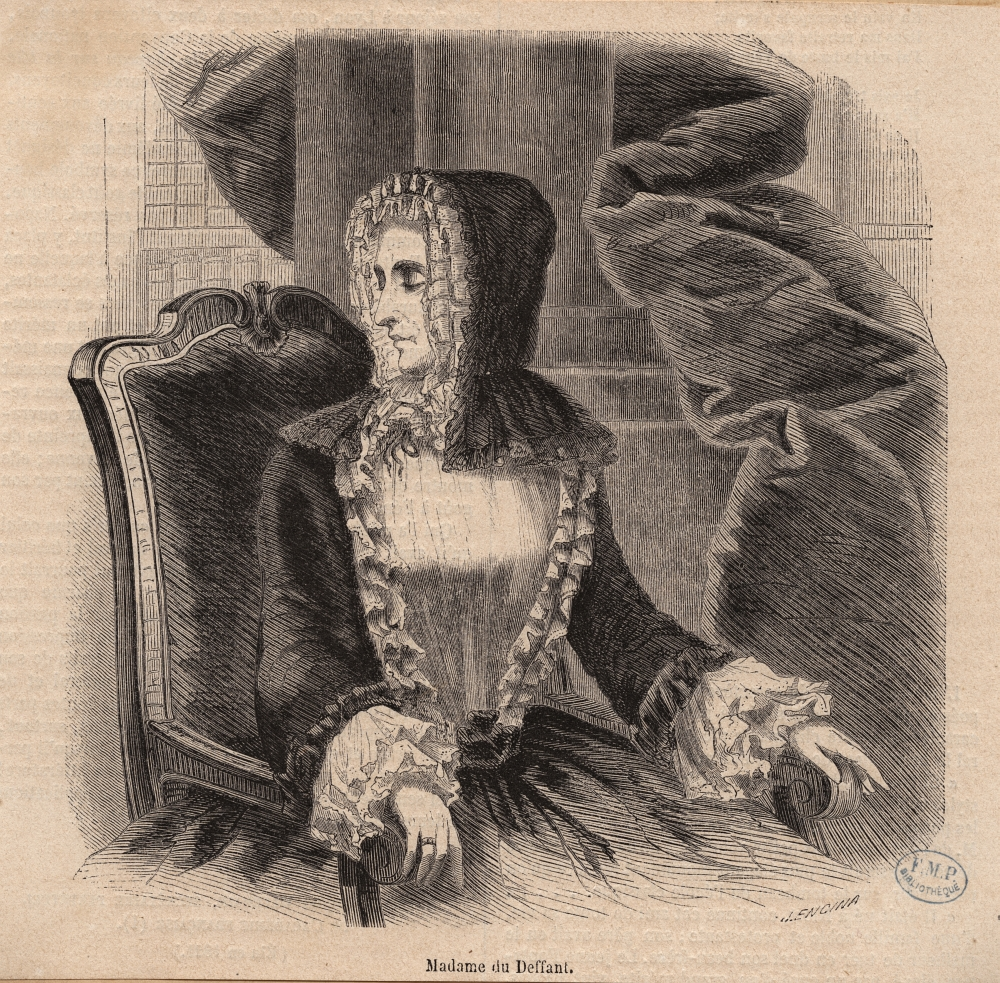
Маркиза Дюдеффан

«Труден только первый шаг», «Только первый шаг труден» (фр. Il n'y a que le premier pas qui coûte) — крылатое выражение маркизы Дюдеффан, хозяйки блестящего парижского салона эпохи Просвещения. Маркиза с ранних лет демонстрировала редкий ум, отличалась скептицизмом и эрудированностью. На протяжении жизни вела обширную переписку с Вольтером, энциклопедистами, Хорасом Уолполом, другими известными писателями и учёными. Многие из них посещали её салон, где обсуждались литературные произведения, рассматривались философские вопросы, научные открытия и т. д. Мармонтель описывал её так: «…женщина полная ума, характера и насмешливости. Обходительная и довольно красивая в молодости, но в то время, о котором я рассказываю (время салона Сен-Жозеф), потерявшая зрение, в результате характер её изменился, став более язвительным, некоторые её называли даже злой».
Ироническое замечание было высказано в беседе с кардиналом де Полиньяком (1661—1742), который превозносил в её салоне мученическую смерть Дионисия Парижского, христианского святого III века, первого епископа Парижа. Легенды о нём подвергались критике со стороны просветителей, в частности, Дидро в «Прибавлении к философским мыслям, или Разных возражениях против сочинений различных богословов», Вольтером в «Философском словаре» и сатирической поэме «Орлеанская девственница». По преданию, святой был обезглавлен на вершине холма Монмартр (ныне в черте Парижа), после чего взял свою голову, прошествовал с ней до храма (будущее аббатство Сен-Дени) и только там пал мёртвый. При описании чуда кардинал подчёркивал длину пройденного святым пути, в связи с чем маркиза и высказала своё скептическое замечание. Писатель Андре Моруа описал этот эпизод таким образом: «…„Самое удивительное, — сказал кардинал, — это то, что он, держа свою отрубленную голову, дошёл от Монмартра до Сен-Дени!“ — „О! В таких обстоятельствах труден лишь первый шаг. Как говорится, лиха беда начало!“».
О том, что фраза принадлежит маркизе, известно из её письма к д’Аламберу от 7 июля 1763 года. То, что автором остроты является именно она, подтверждается также письмом к ней Вольтера. 27 января 1764 года он направил многолетней корреспондентке издание своей поэмы «Орлеанская девственница», где святой выведен в качестве одного из персонажей, и сопроводил её следующим комментарием: «Одна из ваших острот процитирована в примечании к этому богословскому труду». Также выражение было приведено Вольтером в 1764 году в его «Объяснениях» к первой песне поэмы: «Этот добрый Денис (Дионисий) не есть так называемый Дионисий Ареопагит, но епископ Парижский. Аббат Гилдуин был первый, кто написал, что этот епископ, будучи обезглавлен, нёс свою голову в руках от Парижа до самого аббатства, носящего его имя. Впоследствии на всех тех местах, где этот святой останавливался по дороге, были воздвигнуты кресты. Кардинал Полиньяк, передавая эту историю маркизе дю ***, добавил, что Денису стоило труда нести свою голову только до первой остановки; на что означенная дама ему ответила: „Конечно, в подобных делах только первый шаг и труден“».
Со временем фраза приобрела известность и стала афоризмом, пословицей. В романе Фёдора Достоевского «Братья Карамазовы» (Часть первая. Книга вторая. «Неуместное собрание». Глава I. «Приехали в монастырь») Фёдор Павлович Карамазов, один из главных героев, рассказывает про легенду о французском святом и заявляет, что она пошатнула его веру в Бога. Обращаясь к Петру Александровичу Миусову, он сказал: — «Правда, вы не мне рассказывали; но вы рассказывали в компании, где и я находился, четвертого года это дело было. Я потому и упомянул, что рассказом сим смешливым вы потрясли мою веру, Пётр Александрович. Вы не знали о сём, не ведали, а я воротился домой с потрясённою верой и с тех пор всё более и более сотрясаюсь. Да, Пётр Александрович, вы великого падения были причиной! Это уж не Дидерот-с!». Комментируя этот эпизод, литературовед Валентина Ветловская привела сведения о святом Дионисии и сопроводила объяснениями Вольтера.
Широко известен сходный афоризм Лао-цзы из 64-го параграфа «Дао дэ цзин»: «путь в тысячу ли начинается с одного шага».